# William d'Ufford
William d'Ufford, 2e comte de Suffolk, est un baron anglais né le 30 mai 1338 et mort le 15 février 1382. Il succède à son père Robert en 1369 et participe à plusieurs campagnes infructueuses de la guerre de Cent Ans dans les années 1370 avant de jouer un rôle important sur la scène politique anglaise, où il se distingue par sa nature conciliante. Sa mort prématurée entraîne l'extinction de son titre et la dispersion de ses biens.

## Biographie

### Origines
William est le fils de Robert d'Ufford (1298-1369), un proche conseiller du roi Édouard III d'Angleterre qui a reçu le titre de comte de Suffolk en 1337. Il s'illustre sur les champs de bataille des premières années de la guerre de Cent Ans : il est présent à Crécy, à Calais et à Poitiers. Son épouse Margaret, fille du Lord Trésorier Walter Norwich, lui donne au moins huit enfants. William est leur quatrième fils, ce qui explique que ses jeunes années soient mal connues.
Comme il ne peut guère s'attendre à hériter de son père, le jeune William s'efforce de s'élever dans la société par d'autres moyens. Avant 1361, il fait un beau mariage avec Jeanne Montagu, fille d'Alice de Norfolk et petite-fille de Thomas de Brotherton, l'un des fils cadets du roi Édouard Ier. Ce mariage lui apporte des terres dans le Norfolk. Dans le domaine des armes, il accompagne probablement son père lors de ses campagnes en France en 1355-1356 et 1359-1360. Le futur comte de Warwick Thomas de Beauchamp participe sans doute également à ces campagnes, et les deux hommes connaissent des carrières remarquablement similaires : tous deux fils cadets, nés à quelques semaines d'intervalle, ils sont adoubés ensemble, probablement en juillet 1355, et héritent des titres de leurs pères en 1369. Le premier fait d'armes attesté des deux hommes prend place outremer à l'automne 1367, vraisemblablement à l'occasion d'une croisade en Prusse.

### Sous Édouard III

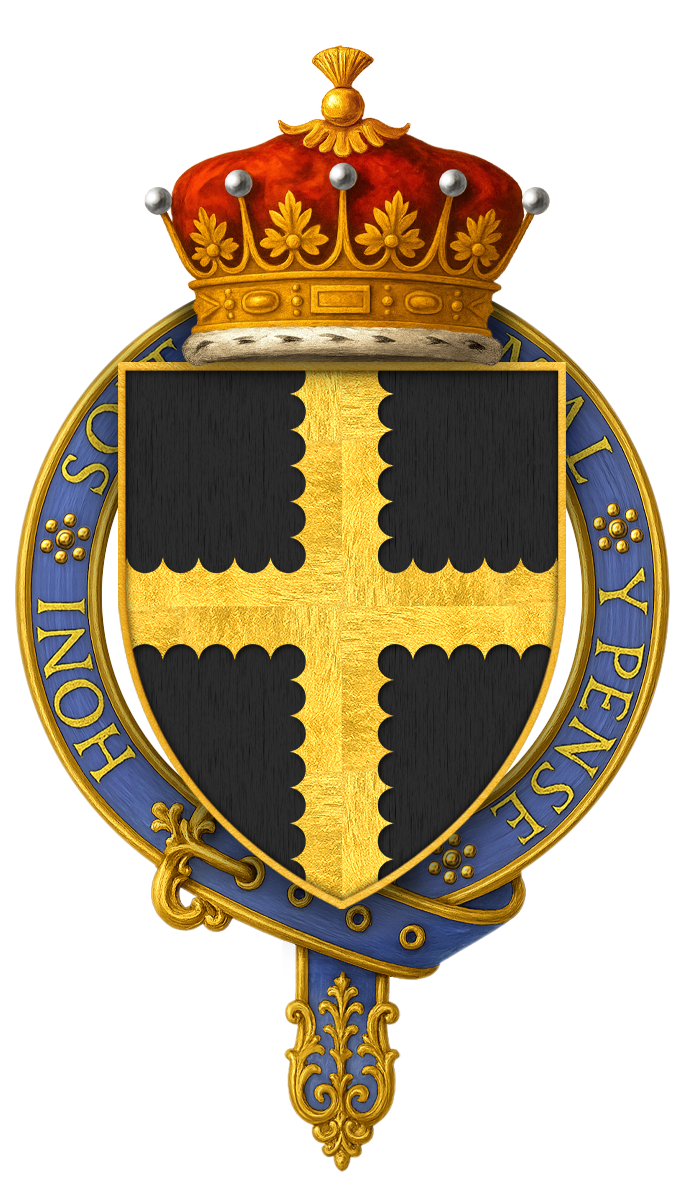
Les armoiries de William d'Ufford en tant que chevalier de la Jarretière sont identiques à celles de son père.

Robert d'Ufford meurt le 4 novembre 1369, peu après son fils aîné, également prénommé Robert et resté sans enfants. C'est alors à William que revient le titre de comte de Suffolk. Aux côtés du comte de Warwick, il participe à plusieurs campagnes infructueuses en France dans les années 1370. Après avoir été convoqués pour une expédition avortée en 1372, les deux comtes accompagnent Jean de Gand, le deuxième fils du roi, lors de sa chevauchée infructueuse de Calais à Bordeaux en 1373. C'est vers cette période que Suffolk, veuf depuis une date indéterminée, se remarie avec Isabelle Beauchamp, la sœur de Warwick. Il est fait chevalier de l'Ordre de la Jarretière en 1375 ou 1376.
Suffolk est un proche de Jean de Gand : ils emploient les mêmes hommes dans leurs retenues respectives, et la nouvelle belle-fille du comte était pupille du prince jusqu'au remariage de sa mère. Malgré cela, le Bon Parlement de 1376 élit le comte comme membre d'un comité chargé d'étudier les plaintes des députés concernant les politiques fiscales et militaires du prince, qui assure alors le gouvernement du pays. En dépit de ses bonnes relations avec Jean de Gand, le comte est réputé pour sa neutralité et son équité, qui lui valent la confiance du Parlement. Après la fin des sessions parlementaires, il est invité à un dîner fastueux organisé par la Chambre des communes, où Jean de Gand brille par son absence.

### Sous Richard II
À la mort du roi Édouard III, en 1377, son petit-fils monte sur le trône sous le nom de Richard II. Le comte de Suffolk est chargé de porter le sceptre lors de son sacre, et il est par la suite nommé membre du conseil de minorité. Il conserve une position importante à la cour après la dissolution du conseil, comme en témoigne sa participation aux négociations pour le mariage du jeune roi avec Anne de Bohême, puis à la résolution d'une querelle opposant Jean de Gand au comte de Northumberland.
Lorsque la révolte des paysans éclate en Est-Anglie en 1381, le comte se retrouve aux premières loges. Il est surpris par les rebelles alors qu'il dîne à Bury St Edmunds. Leur meneur, Geoffrey Litster, tente de le contraindre à les rejoindre, afin de légitimer leur rébellion, en vain. Le comte parvient à s'enfuir et rejoint Londres via St Albans, déguisé en palefrenier. Lorsqu'il retourne à Bury, c'est à la tête de 500 lanciers, et il ne rencontre aucune résistance. Le gros de la rébellion a déjà été écrasé par l'évêque Henri le Despenser, et il ne reste plus au comte qu'à appréhender les derniers rebelles en vue de les traduire devant la justice. Il ressort financièrement appauvri de cet épisode : le pillage de son château de Mettingham lui coûte notamment un millier de livres.

### Mort et postérité
Le 15 février 1382, le comte de Suffolk meurt subitement lors d'une réunion du Parlement au palais de Westminster, à l'âge de 43 ans. D'après le chroniqueur Thomas Walsingham, la nouvelle de son décès est accueillie avec tristesse, car il était apprécié de tous pour son caractère conciliant. Il est inhumé auprès des siens au prieuré augustinien de Campsea Ashe, dans le Suffolk.
De son premier mariage avec Jeanne Montagu, Suffolk a cinq enfants au moins, mais aucun d'eux ne lui survit. Son deuxième mariage avec Isabelle Beauchamp semble être resté stérile. Comme il ne laisse pas d'héritier, les terres acquises lors de son premier mariage retournent au comté de Norfolk, tandis que la couronne récupère le reste de son patrimoine. En accord avec son testament, la majeure partie de ses terres dans le Suffolk revient à la famille Willoughby, liée par alliance à la famille Ufford. Le comté de Suffolk est rétabli en 1385 pour Michael de la Pole, qui reçoit à cette occasion une part importante des terres des Ufford.